# Vliegveld Oostvoorne
Vliegveld Oostvoorne was een vliegveld dat tussen 1930 en 1939 bestond in de duinen van de Nederlandse plaats Oostvoorne. 

## Geschiedenis
Oostvoorne was populair onder rijke Rotterdammers, onder andere vanwege de aanwezigheid van de baan van 'Golfclub Voorne'. Een aantal van hen was ook lid van de Rotterdamsche Aero Club. Over weg duurde de reis van Rotterdam naar Oostvoorne zo'n twee uur en daarom kwamen ze liever per vliegtuig wat maar een kwartier kostte. De vliegtuigen landden op het strand maar dat werd op den duur minder geschikt gevonden en was bovendien gevaarlijk voor badgasten. De Rotterdamsche Aero Club vroeg daarom toestemming een natte duinvallei te draineren voor de aanleg van een vliegveld. Er verrezen enkele hangars, een windvaan en een mobiel pompstation. Op 16 augustus 1930 was de opening. 
Het vliegveld kampte al snel met meerdere problemen. De drainagebuizen die voor de afwatering moesten zorgen bleken niet toereikend zodat er geregeld plassen water op de baan stonden. Daarnaast was de ligging van de baan niet optimaal waardoor alleen bij bepaalde windrichtingen gestart en geland kon worden.
In de zomer van 1936 organiseerde de KLM gedurende enkele weekends met een Fokkervliegtuig rondvluchten boven Voorne vanaf het vliegveld. De belangstelling was groot; een paar honderd mensen kochten voor vier gulden een kaartje.
De bekendste gebruiker van het vliegveld was Dick van der Leeuw, eigenaar van de Van Nellefabriek die in Rockanje een buitenhuis had. Hij gebruikte het veld niet alleen om van en naar Rotterdam te vliegen maar ook voor zakenreizen en bezat een eigen hangar op het vliegveld. Doordat hij in 1936 bij een vliegtuigongeluk om het leven kwam verloor het vliegveld de belangrijkste klant en aanjager. Samen met de niet optimale terreinomstandigheden deed dat de onderneming de das om. In 1939 werd het verkocht aan het Administratiefonds Rotterdam. Dit fonds bestemde het als natuurgebied en trok daarom de gebruiksvergunning in.
De drainage werd ongedaan gemaakt waardoor met name 's winters een zeer nat gebied ontstond. Als het genoeg vriest wordt er geschaatst. De contouren van het vliegveld bleven in het landschap zichtbaar. Door jaarlijks maaien en afvoeren van de begroeiing was het volgens Cees Sipkes, de inrichter van Heempark De Tenellaplas, in 1950 een zeer rijke groeiplaats geworden van de vleeskleurige orchis.